# Kościół Zwiastowania Najświętszej Maryi Panny w Zamościu

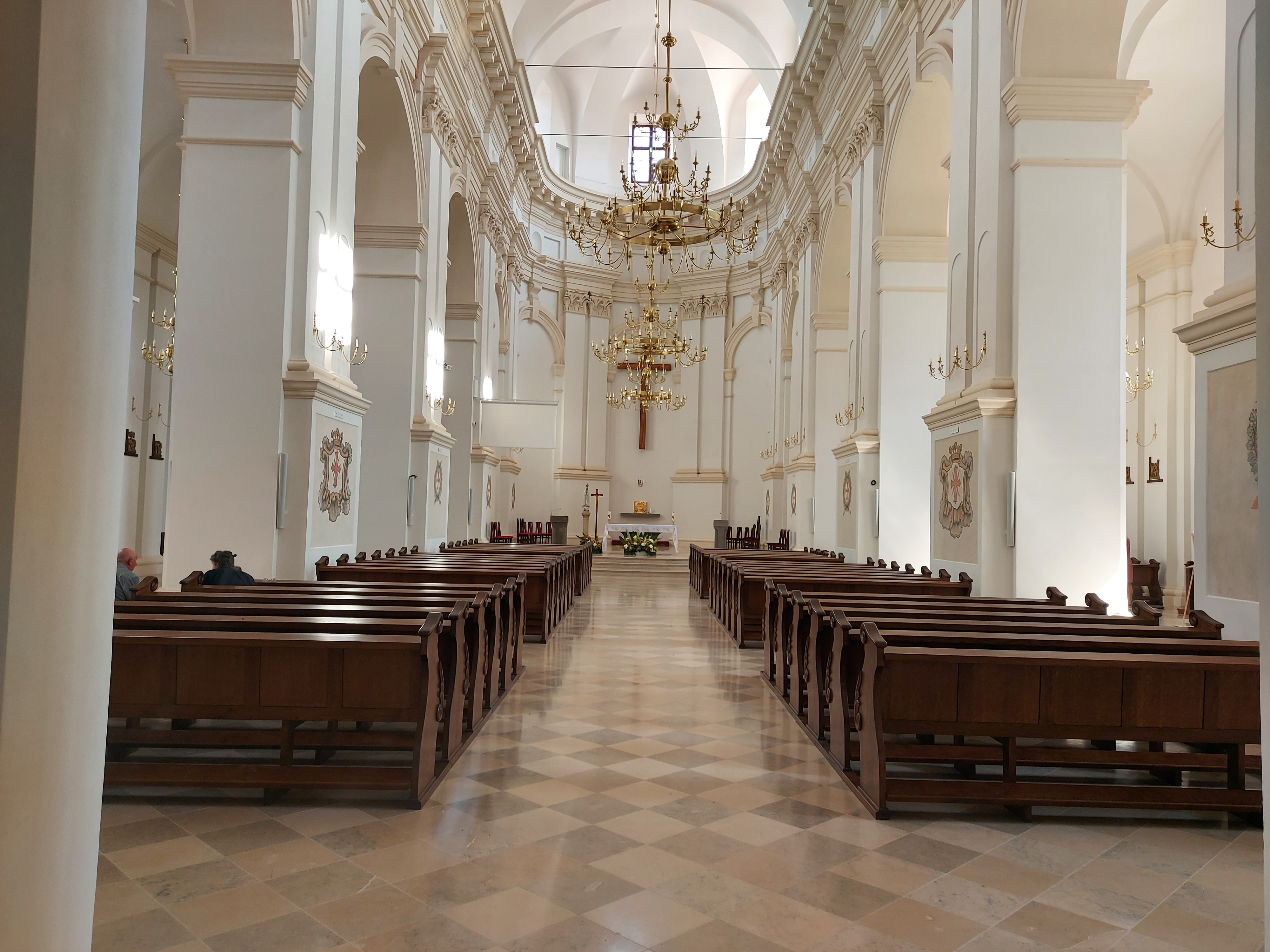
Wnętrze odnowionego kościoła (2021)

Kościół Zwiastowania NMP – barokowy kościół franciszkanów na Starym Mieście w Zamościu pod wezwaniem Zwiastowania NMP, wzniesiony w połowie XVII wieku. Znajduje się we wschodniej części zamojskiego Starego Miasta, pomiędzy ulicą Staszica a placem Wolności, w miejscu, gdzie początkowo mieścił się zajazd rodziny architekta miasta, Bernarda Moranda.

## Budowa świątyni
Budowę jednej z największych polskich świątyń XVII wieku, rozpoczęto już po przybyciu do miasta zakonu Franciszkanów, w roku 1637. Budowę zainicjował związany z zakonem franciszkanów ordynat Tomasz Zamoyski, który rozpoczął poszukiwanie odpowiedniego architekta. Po śmierci Tomasza Zamoyskiego budowę zrealizował jego syn Jan Sobiepan Zamoyski. Sprawa autorstwa budowli jest przedmiotem dyskusji wśród historyków sztuki. Wg Jerzego Kowalczyka projektantem był Jan Jaroszewicz, według Adama Miłobędzkiego budowę rozpoczął murator Jan Wolff, a ukończył major artylerii Jan Michał Link, z kolei wg badań Ewy Lorentz projektantem kościoła był wenecki architekt Andrea dell' Aqua, a szczytów Jan Michał Link i Jan Ignacy Delamars.
Ukończony w roku 1685 kościół był wyższy i większy niż pozostałe świątynie w mieście (większy nawet niż ówczesna zamojska kolegiata). Składał się z trzech naw, półkolistego prezbiterium oraz dwóch bocznych kaplic. Wnętrze tego kościoła ozdobione było bogatszą polichromią i rzeźbami. Wysoki dach świątyni sięgał również o wiele wyżej i wyglądał podobnie jak dach dzisiejszej katedry w Zamościu. W miejscu obecnego placu Wolności wybudowany został także klasztor franciszkanów, a w jego północno-zachodnim rogu wznosiła się dzwonnica.

## Okres zaborów
Największe zmiany zaszły w okresie zaborów i to już w roku 1774, po zajęciu miasta przez Austrię, kiedy dokonano kasaty zakonu. Podczas modernizacji w tym czasie zamojskiej twierdzy, już pod panowaniem Rosji, budynek kościoła przeznaczono na magazyn wojskowy przeprowadzając także zmiany w jego wnętrzu (m.in. dokonano podziału na kondygnacje), natomiast dzwonnica została rozebrana, nieco później razem z klasztorem.
Istotne zmiany w zewnętrznym wyglądzie nastąpiły w roku 1887, kiedy to obniżono dach, rozebrano wysokie szczyty, jednocześnie sklepienie wewnątrz kościoła zmieniono w prosty strop (zachowały się jedynie sklepienia bocznych naw).

## XX i XXI wiek
W okresie międzywojennym budynek kościoła wykorzystywano pod liczne instytucje, m.in. Sejmik Powiatowy, muzeum czy kino „Stylowy”, jakie mieściło się tu do roku 1994. Po II wojnie światowej, w zachodniej części budynku kościoła ulokowano dodatkowo Liceum Plastyczne wraz z warsztatami w piwnicach. Taki stan rzecz trwał do 2006 roku, kiedy to Liceum przeprowadziło się do funkcjonalnej, nowej siedziby.
Od roku 1993 jest to ponownie kościół parafii ojców Franciszkanów, obejmującej osiedla na południe od Starego Miasta, jakie do tego czasu podlegały parafii św. Mikołaja (m.in. Os. Promyk, Os. Zamczysko), z głównym wejściem, do którego prowadzi szeroki pas schodów od strony wschodniej.
Jeszcze w latach 80. minionego stulecia dokonano odnowy elewacji świątynnej, na której można zauważyć barokowe elementy ozdoby (m.in. korynckie, pilastry czy portal fasady kościoła). Latem 2006 roku przeprowadzono pierwszy etap prac wyburzeniowo-remontowych, usuwając m.in. „piętra” wewnątrz świątyni, jakie wybudowano w przeszłości adaptując budynek do roli muzeum, kina czy szkoły. Kolejne remonty prowadzone są etapami.
W 2017 r. parafia uzyskała dofinansowanie na projekt, którego celem jest przywrócenie historycznej formy świątyni oraz zagospodarowanie pobliskiego skweru.
W ramach prac odtworzeniowych pierwotny wygląd kościoła wykonano szereg prac nie tylko budowlanych, ale także konstrukcyjnych, w tym:
- przebudowa murów i sklepienia nawy głównej,
- odtworzenie szczytów (świątynia ma teraz wysokość 37,35 m),
- odkopanie i uporządkowanie 2-kondygnacyjnych piwnic,
- odtworzenie okrągłych klatek schodowych,
- wykonanie nowych dachów,
- odtworzenie kopuł nad kaplicami,
- odtworzenie wykrytych pod warstwą tynku detali sztukatorskich, w tym oryginalnych opasek wokół okien nawy głównej,
- przeniesiono główne wejście do kościoła z fasady wschodniej na zachodnią.

Po przebudowie wygląd zewnętrzny kościoła uległ diametralnej zmianie. We wrześniu 2021 r. poświęcenia odnowionego obiektu dokonał bp Marian Rojek.

## Galeria zdjęć

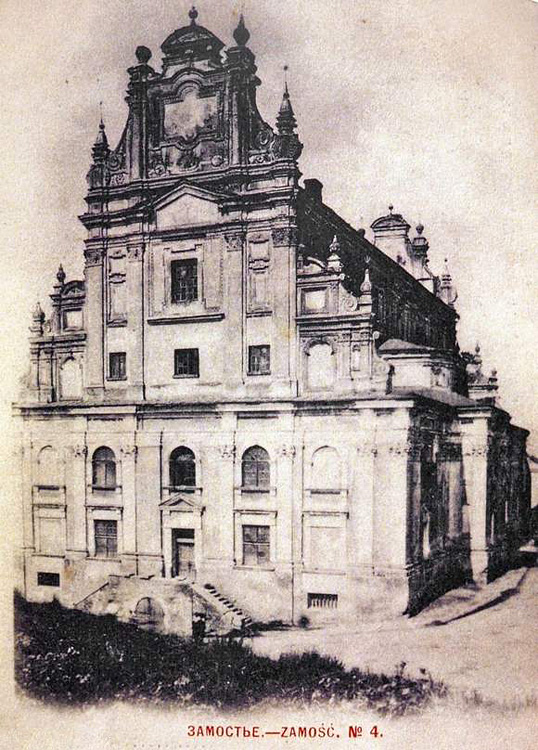
Kościół od wschodu ok. 1880 roku przed zburzeniem szczytów przez Rosjan
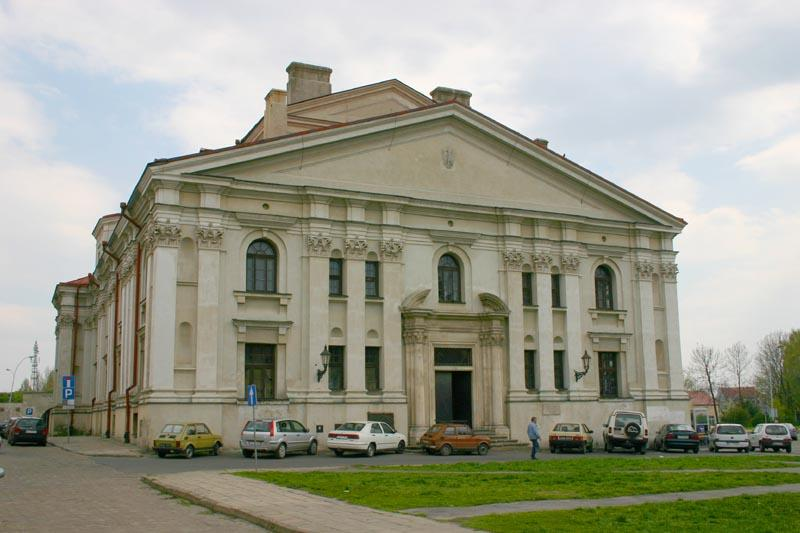
Kościół Franciszkanów – elewacja zachodnia z barokowym portalem przed rekonstrukcją
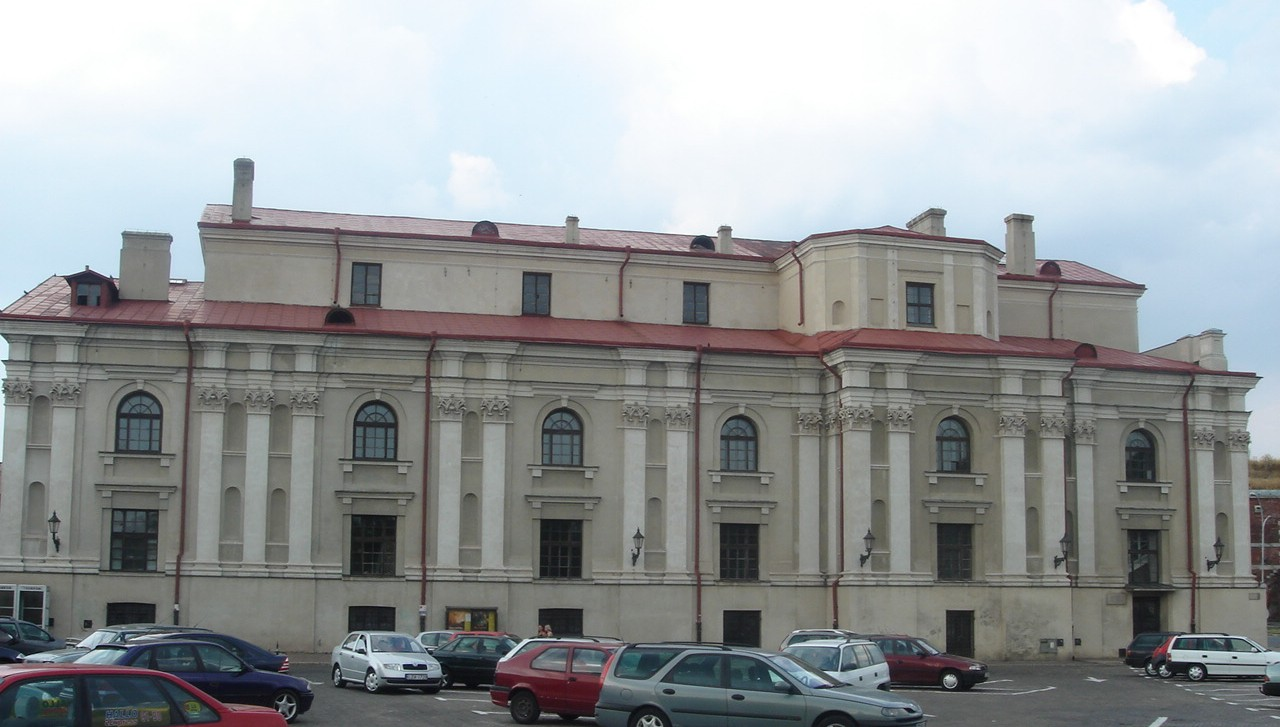
Kościół Franciszkanów – elewacja południowa od strony pl. Wolności przed rekonstrukcją
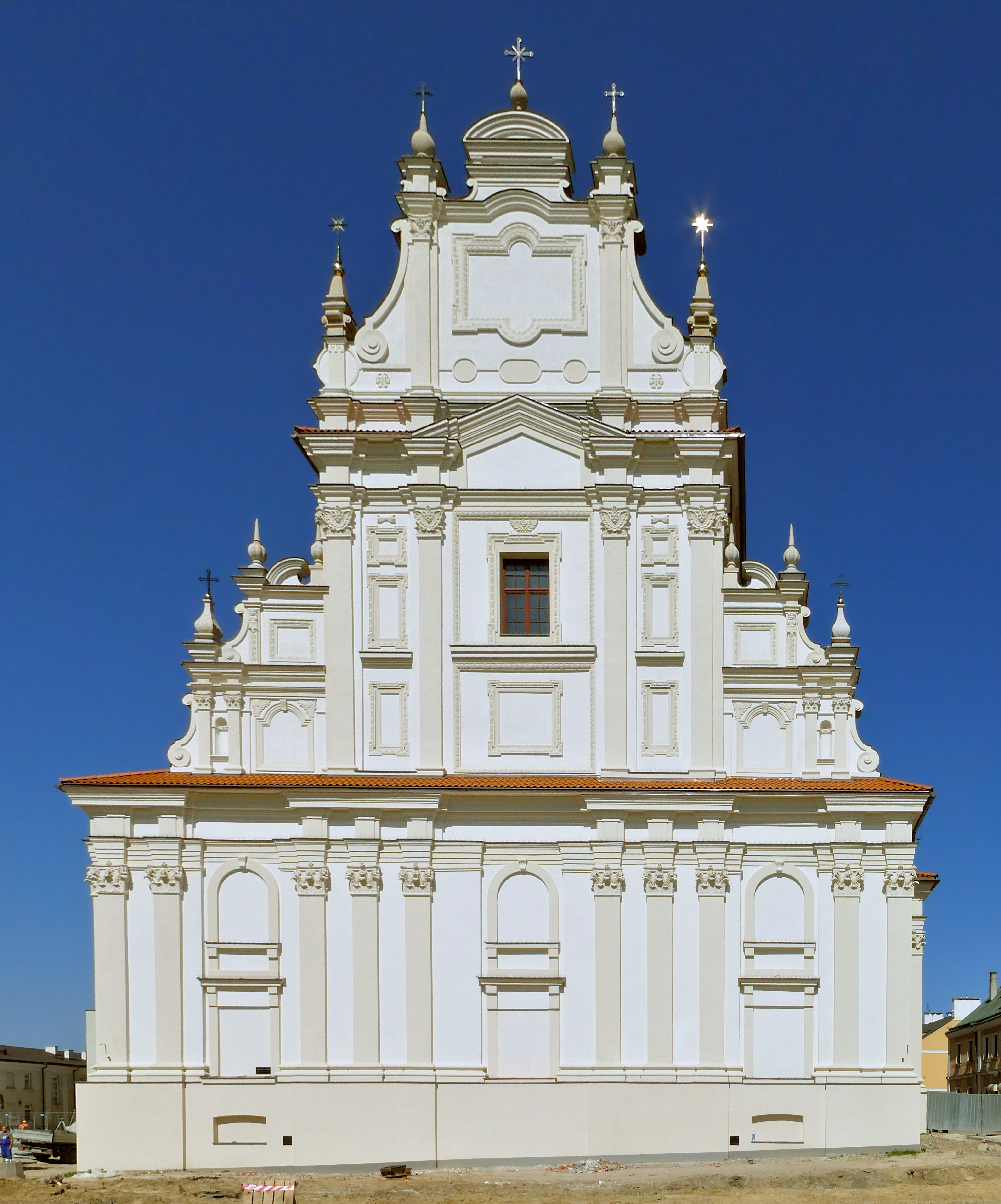
Kościół Franciszkanów – elewacja wschodnia po rekonstrukcji szczytów (2021)
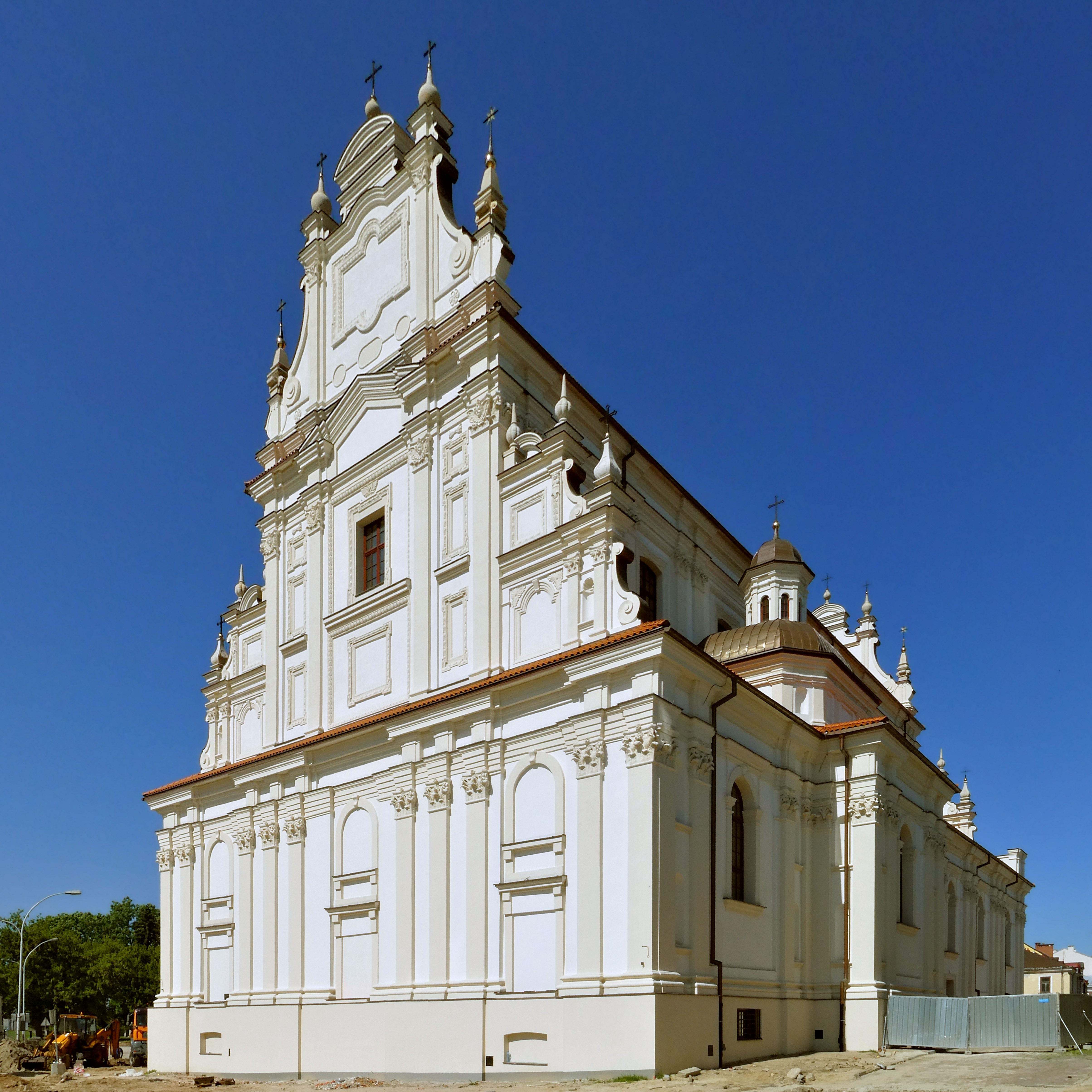
Kościół Franciszkanów – elewacje wsch. i pn. po rekonstrukcji (2021)